# Шкарадово
Шкарадово (пол. Szkaradowo, нім. Deutschwehr) — село в Польщі, у гміні Ютросін Равицького повіту Великопольського воєводства.
Населення — 996 осіб (2011).
У 1975-1998 роках село належало до Лешненського воєводства.

## Демографія
Демографічна структура станом на 31 березня 2011 року:
|          | Загалом | Допрацездатний вік | Працездатний вік | Постпрацездатний вік |
| -------- | ------- | ------------------ | ---------------- | -------------------- |
| Чоловіки | 498     | 109                | 343              | 46                   |
| Жінки    | 498     | 110                | 295              | 93                   |
| Разом    | 996     | 219                | 638              | 139                  |